# 米納勒爾縣 (科羅拉多州)
米納勒爾縣（英語：Mineral County）是美國科羅拉多州西南部的一個縣。面積2,273平方公里。根據美國2000年人口普查，共有人口831人。縣治克里德（Creede）。
成立於1893年3月27日。縣名來自周圍豐富的礦藏。